# Geraldo Lyrio Rocha

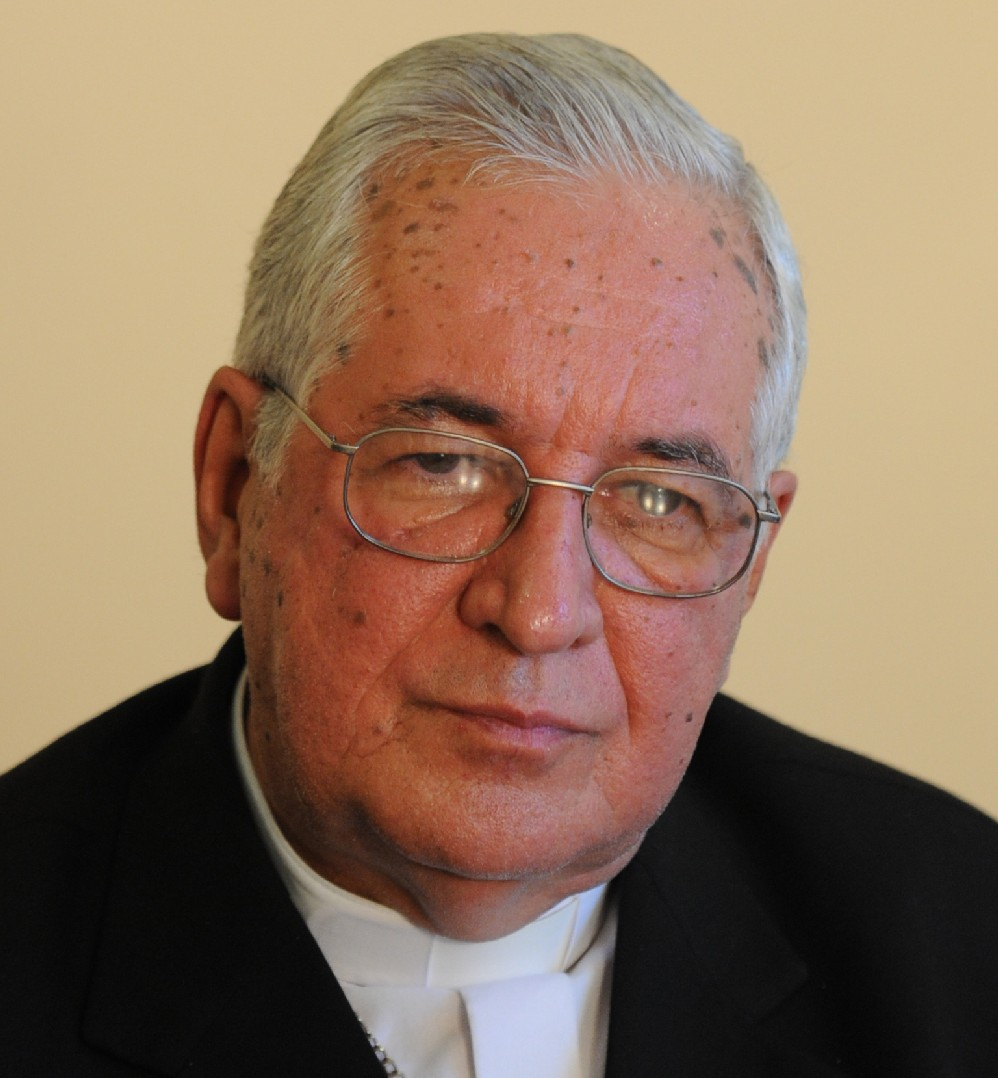
Erzbischof Geraldo Lyrio Rocha (2009)

Geraldo Lyrio Rocha (* 14. März 1942 in Fundão, Espírito Santo; † 26. Juli 2023 in Altamira, Pará) war ein brasilianischer Geistlicher und römisch-katholischer Erzbischof von Mariana.

## Leben

### Priester
Geraldo Lyrio Rocha wurde am 27. September 1942 getauft. Er besuchte die Grundschule der Grupo Escolar Ernesto Nascimento in Fundão und ab 1954 als Alumnus des Colégio Salesiano das Kleine Seminar Nossa Senhora da Penha in Vitória. Von 1960 bis 1963 studierte er Philosophie am Priesterseminar Coração Eucarístico de Jesus in Belo Horizonte und erlangte an der Faculdade Dom Bosco in São João del-Rei ein Lizenziat im Fach Philosophie. Ab 1963 setzte Rocha seine Studien in Rom fort, wo er an der Päpstlichen Universität Heiliger Thomas von Aquin einen weiteren Abschluss im Fach Philosophie erwarb und Katholische Theologie an der Päpstlichen Universität Gregoriana studierte. Später erlangte er am Päpstlichen Athenaeum Sant’Anselmo außerdem ein Lizenziat im Fach Liturgiewissenschaft. Am 15. August 1967 empfing er in Fundão das Sakrament der Priesterweihe für das Erzbistum Vitória.
Rocha war nach der Priesterweihe zunächst als Spiritual am Priesterseminar Nossa Senhora da Penha in Vitória tätig, bevor er 1969 dessen Regens wurde. Ferner war er 1968 Mitbegründer des Pastoralinstituts des Erzbistums Vitória (IPAV), das er in der Folge bis 1976 zusätzlich leitete. Zudem koordinierte er von 1968 bis 1976 die Pastoral im Erzbistum. Außerdem war er Domherr an der Kathedrale Nossa Senhora da Vitória in Vitória. Darüber hinaus lehrte Rocha Philosophie, Theologie und Liturgie am Priesterseminar Nossa Senhora da Penha und am Philosophisch-theologischen Institut in Vitória sowie Philosophie und Philosophiegeschichte an der Universidade Federal do Espírito Santo (UFES) im Bundesstaat Espírito Santo, an der er auch als stellvertretender Leiter der Abteilung für Psychologie und Philosophie fungierte. Neben seiner Tätigkeit in der Priesterausbildung und in der akademischen Lehre wirkte er als Pfarrer in Itacibá (1968–1975), in Praia do Suá (1975–1976) und in Vila Rubim (1978–1984).

### Bischof
Papst Johannes Paul II. ernannte ihn am 14. März 1984 zum Weihbischof in Vitória und zum Titularbischof von Thelepte. Der Erzbischof von Vitória, Silvestre Luís Scandián SVD, spendete ihm am 31. Mai desselben Jahres in Vitória die Bischofsweihe; Mitkonsekratoren waren Arnaldo Ribeiro, Erzbischof von Ribeirão Preto, und Florentino Zabalza Iturri OAR, Prälat von Lábrea. Sein Wahlspruch Opus Fac Evangelistæ („Verkünde das Evangelium“) stammt aus 2 Tim 4,5 . Als Weihbischof fungierte Rocha zudem als Vizepräsident der Region Leste 2 der Brasilianischen Bischofskonferenz und gehörte deren Pastoralkommission an. Ferner war er in der Region Leste 2 für die Berufungspastoral, die Priesterseminare und die Priester (1985–1987) und für die Liturgie (1987–1989) verantwortlich. Von 1985 bis 1989 war er auch Mitglied der Abteilung für Liturgie des Lateinamerikanischen Bischofsrates (CELAM).
Am 23. April 1990 bestellte ihn Papst Johannes Paul II. zum ersten Bischof des mit gleichem Datum errichteten Bistums Colatina. Die Amtseinführung fand am 15. Juli desselben Jahres statt. Als Bischof gründete Rocha das Ausbildungshaus Maria Mãe da Igreja in Serra und 1993 die kirchliche Buchhandlung Livraria Cordis. Ferner erfolgte 1998 unter seiner Leitung die Erhebung der Kapelle Nossa Senhora da Saúde in Ibiraçu zum Diözesanheiligtum. Außerdem kamen auf seine Einladung hin die Klarissen in das Bistum Colatina, wo sie mit seiner Unterstützung das Mosteiro Santíssima Trindade gründeten. Auf überdiözesaner Ebene war Rocha von 1995 bis 1999 im Lateinamerikanischen Bischofsrat erneut Mitglied der Liturgieabteilung, die er im Anschluss von 1999 bis 2003 leitete. In der Brasilianischen Bischofskonferenz gehörte er von 1995 bis 1999 zusätzlich dem ständigen Rat an und leitete von 1995 bis 2003 die Liturgiekommission. Überdies nahm Rocha 1992 an der vierten Konferenz des Lateinamerikanischen Bischofsrates in Santo Domingo teil und 1997 an der Sonderversammlung der Bischofssynode für Amerika zum Thema Begegnung mit dem lebendigen Jesus Christus – Weg der Umkehr, der Gemeinschaft und der Solidarität in Amerika.
Papst Johannes Paul II. ernannte ihn am 16. Januar 2002 zum Erzbischof von Vitória da Conquista. Die Amtseinführung erfolgte am 17. März desselben Jahres. Von 2003 bis 2007 fungierte Rocha überdies als zweiter Vizepräsident des Lateinamerikanischen Bischofsrates und als Präsident der Region Nordeste 3 der Brasilianischen Bischofskonferenz, die die Bundesstaaten Bahia und Sergipe umfasst. Am 11. April 2007 bestellte ihn Papst Benedikt XVI. zum Erzbischof von Mariana. Die Amtseinführung fand am 23. Juni desselben Jahres statt. Als Erzbischof setzte sich Rocha für die Eröffnung des Seligsprechungsprozesses für seinen Vorgänger Luciano Pedro Mendes de Almeida SJ ein. 2013 forderte er gemeinsam mit anderen Bischöfen bessere Haftbedingungen für die in den Gefängnissen des Bundesstaates Minas Gerais einsitzenden Häftlinge und verhandelte in der Folge mit den zuständigen staatlichen Stellen. Überdies errichtete er 2015 zusammen mit den anderen Bischöfen der Kirchenprovinz Mariana eine Kommission für den Umweltschutz, nachdem er unter anderem bereits 2012 die durch den Bergbau hervorgerufenen Umweltschäden anprangte. Von Mai 2007 bis Mai 2011 war Rocha zudem Vorsitzender der Brasilianischen Bischofskonferenz. Darüber hinaus gehörte er in dieser Zeit dem Wirtschaftsrat der Bischofskonferenz sowie der Kommission für die Übersetzung der liturgischen Texte und der Sonderkommission für die Selig- und Heiligsprechungsprozesse an, die er später von 2017 bis 2019 leitete. Von 2011 bis 2015 war er Delegierter der Brasilianischen Bischofskonferenz beim Lateinamerikanischen Bischofsrat. Auf weltkirchlicher Ebene war Rocha Teilnehmer an der fünften Konferenz des Lateinamerikanischen Bischofsrates in Aparecida (2007) sowie an der 11. ordentlichen Generalversammlung der Bischofssynode zum Thema Die Eucharistie: Quelle und Höhepunkt des Lebens und der Sendung der Kirche (2005), an der 12. ordentlichen Vollversammlung der Bischofssynode zum Thema Das Wort Gottes im Leben und in der Sendung der Kirche (2008), an der 13. ordentlichen Vollversammlung der Bischofssynode zum Thema Neuevangelisierung für die Weitergabe des Glaubens (2012) und an der 14. ordentlichen Generalversammlung zum Thema Berufung und Sendung der Familie in Kirche und Welt von heute (2005). Außerdem war Rocha von 2009 bis 2019 Mitglied der Päpstlichen Kommission für Lateinamerika.
Papst Franziskus nahm am 25. April 2018 sein altersbedingtes Rücktrittsgesuch an. Rocha war danach weiterhin als Leiter von Exerzitien tätig. Am 7. Juli 2023 wurde er zum Teilnehmer der 16. ordentlichen Vollversammlung der Bischofssynode zum Thema Für eine synodale Kirche – Gemeinschaft, Teilhabe und Mission berufen. Geraldo Lyrio Rocha starb im Juli 2023 in einem Krankenhaus in Altamira, wo er Exerzitien für die Priester des Bistums Xingu-Altamira halten wollte, an einem Herzinfarkt und wurde in der Krypta der Kathedrale von Mariana beigesetzt.

## Schriften
- Humanismo Cristão. In: Admardo S. de Oliveira (Hrsg.): Introdução ao Pensamento Filosófico. Ed. Loyola, São Paulo 1983, S. 128–137.
- Dom João Batista – Homem de Deus, Servidor da Igreja, Defensor dos Pobres. Mitra Arquidiocesana de Vitória, Vitória da Conquista 2005.
- O caminho percorrido rumo à Conferência de Aparecida. In: Medellín. Biblia, Teología y Pastoral Para América Latina y El Caribe. Band 33, Nr. 130, 2007, OCLC 646461227, S. 199–207 (celam.org [PDF; 108 kB]).
- Dom Helder Camara. Profeta da justiça e mensageiro da esperança. In: Actualidade teológica. Band 13, Nr. 31, 2009, OCLC 457252274 (puc-rio.br [PDF; 136 kB]).